# Cnemaspis mumpuniae
Cnemaspis mumpuniae es una especie de geco de la familia Gekkonidae.

## Distribución geográfica yhábitat
Es endémica de la isla Natuna Besar (Indonesia). Su rango altitudinal oscila entre 10 y 345 m s. n. m..